# Huliginal, Hungund
Huliginal là một làng thuộc tehsil Hungund, huyện Bagalkot, bang Karnataka, Ấn Độ.